# Horst Arndt
Horst Arndt (19. september 1934 - 18. oktober 2014) var en tysk roer, født i Königsberg.
Arndt vandt (sammen med Karl-Heinrich von Groddeck og styrmand Rainer Borkowsky) sølv i toer med styrmand ved OL 1956 i Melbourne. Tyskerne blev i finalen kun besejret af den amerikanske båd, der vandt guld, mens Sovjetunionen fik bronze. Det var den eneste udgave af OL han deltog i.
Arndt vandt desuden to EM-guldmedaljer i toer med styrmand, i henholdsvis 1956 og 1957.

## OL-medaljer
- 1956:  Sølv i toer med styrmand